# Тонганоксі (Канзас)
Тонганоксі (англ. Tonganoxie) — місто (англ. city) в США, в окрузі Лівенворт штату Канзас. Населення — 5573 особи (2020).

## Географія
Тонганоксі розташоване за координатами 39°6′30″ пн. ш. 95°4′59″ зх. д. / 39.10833° пн. ш. 95.08306° зх. д. (39.108346, -95.083160).  За даними Бюро перепису населення США в 2010 році місто мало площу 9,50 км², з яких 9,48 км² — суходіл та 0,03 км² — водойми.

## Демографія
Згідно з переписом 2010 року, у місті мешкало 4996 осіб у 1884 домогосподарствах у складі 1338 родин. Густота населення становила 526 осіб/км².  Було 1973 помешкання (208/км²).
Расовий склад населення:
| - 95,2 % — білих - 1,0 % — чорних або афроамериканців - 0,7 % — корінних американців - 0,4 % — азіатів - 0,1 % — вихідців з тихоокеанських островів |

До двох чи більше рас належало 2,0 %. Частка іспаномовних становила 3,8 % від усіх жителів.
За віковим діапазоном населення розподілялося таким чином: 29,3 % — особи молодші 18 років, 58,9 % — особи у віці 18—64 років, 11,8 % — особи у віці 65 років та старші. Медіана віку мешканця становила 32,5 року. На 100 осіб жіночої статі у місті припадало 91,9 чоловіків;  на 100 жінок у віці від 18 років та старших — 88,0 чоловіків також старших 18 років.
Середній дохід на одне домашнє господарство  становив 65 947 доларів США (медіана — 46 994), а середній дохід на одну сім'ю — 91 442 долари (медіана — 75 764). Медіана доходів становила 69 141 долар для чоловіків та 34 208 доларів для жінок. За межею бідності перебувало 9,2 % осіб, у тому числі 4,7 % дітей у віці до 18 років та 8,9 % осіб у віці 65 років та старших.
Цивільне працевлаштоване населення становило 2440 осіб. Основні галузі зайнятості: освіта, охорона здоров'я та соціальна допомога — 23,8 %, виробництво — 12,5 %, роздрібна торгівля — 12,4 %.